# 2006 UJ185
2006 UJ185 – planetoida z grupy Amora. Została odkryta 28 października 2006 przez zespół Mt. Lemmon Survey. Do tej pory nie nadano jej numeru.
2006 UJ185 ma średnicę około 10 metrów. Okrąża Słońce po orbicie o peryhelium ok. 0,71 j.a. i aphelium 2,67 j.a. w czasie około 805 dni (2,20 roku). Średnia prędkość kątowa jej ruchu wynosi 0,43 stopnia na dzień.
30 października 2006 minęła Ziemię w odległości ok. 0,7 średniej odległości od Księżyca (269 tys. km). Osiągnęła wtedy jasność obserwowaną ok. 17m.